# Dołżka
Dołżka (ukr. Довжка) – wieś na Ukrainie, w  obwodzie iwanofrankiwskim, w rejonie kałuskim.